# Фулбе
Фулбе (Фулани или Фула), са етническа група, населяваща много от страните в Западна и Централна Африка (Мавритания, Сенегал, Гвинея, Гамбия, Мали, Нигерия, Сиера Леоне, Бенин, Буркина Фасо, Гвинея-Бисау, Камерун, Кот д'Ивоар, Нигер, Чад, Того, Централноафриканска република, Гана, Либерия и Судан). Фулбе представляват мнозинство единствено в Гвинея (40 %), докато в останалите страни са малцинство.

## История

### Произход
Фулани или фулбе, както те самите се наричат, са номадско племе, разпръснато из цяла Западна Африка. Най-много техни представители има в Нигерия, Сенегал и Гвинея, а за това откъде произхождат, се водят много спорове. Някои смятат, че са от Северна Африка и дори, че имат арабски произход. За много от другите племена фуланите са бели хора. Причината – по-светлата кожа и по-правата коса. Според съвременните проучвания, корените им са от Северна Африка и от района на Сахара.

## Култура
Фуланите са предимно номади-скотовъдци. През цялата година те кръстосват из Африка, търсейки пасища за добитъка си, около който се върти целият им живот. С него са свързани много от техните имена, традиции и табута. Според вярванията им, кравите, както и първото семейство фулани са се появили на белия свят, излизайки от дълбините на река, след което са се пръснали из цяла Африка, създавайки многобройните и различни родове Фулани. Вечер преди заспиване разказват на децата си приказки (таали) – истории, които обикновено носят някаква поука и най-често са свързани с техните стада и преходите, които правят из Африка. Във всички приказки основни герои са животните – катерици, гущери, хиени, зайци, на някои, от които се приписва хитрост и дори лукавство. Някъде между 8 и 9 век фуланите приемат исляма, към чиито повели стриктно се придържат като постите в „дните на съмнението“ преди Рамадана. Всеки, поне веднъж в живота си, отива на поклонение в Мека. Фуланите имат строг код, наречен „Пулааку“, на допустимото поведение. Той постановява три основни принципа – на скромност, търпение и здрав разум. Този морален код се спазва както вътре в семейството, така и в отношенията с роднинските семейства и в общността. Веднага след раждането децата биват кръщавани според обичаите на исляма. На седем години момчетата се включват в отглеждането на добитъка, а момичетата помагат на майките си в стопанството.
Момичетата се омъжват още в тийнейджърска възраст, а момчетата до двадесетата си година остават „сукаа'бе“, което ще рече „красиви, млади мъже“. Когато навършат 20 години се сдобиват със собствено стопанство и едва тогава встъпват в брак. Възрастните мъже в семейството избират съпрузите на своите деца и много често браковете се сключват между братовчеди, за да се запази семейното богатство – добитъка. Наблюдава се също и многоженство. Фуланите са хора, за които красотата е много важна, което намира израз в безбройните татуировки, покриващи цялото им тяло. Друга особеност за очертаните в черно устни на жените, което се прави с къна. Начинът на обличане силно варира. Възрастните мъже и жени се обличат, спазвайки предписанията на исляма за скромност. Мъжете се облечени в дълги роби и панталони, а жените обикновено носят рокля и наметка върху нея. Когато напускат дома си, омъжените жени си слагат фередже на лицето. Начинът на обличане обаче не е така строг за младите фулани. Те могат да носят различни бижута, украшения и прически.
За фуланите смелостта също е много важна, което личи и от изобилието от оръжия и от един от ритуалите на съзряването. Две момчета с копия взаимно се промушват с тях, като никой не трябва да показва какъвто и да е признак на болка. Въпреки че тези ритуали са забранени и че често са завършвали със смъртта на някой от участниците, те все още продължават да се практикуват. Причините – ритуалите помагат да оцелява културата на племето, а чрез нея и самото то. Така в един свят, в който различията се стопяват много бързо, по-примитивните култури съхраняват своята самобитност.